# Монреал Стрийт Съркит
Монреал Стрийт Съркит (Montreal Street Circuit) е градска писта, разположена на улиците на Монреал.
Предназначена е за стартове от календара на Формула Е. Дълга е 2,745 км и има 14 завоя. Разположена е около небостъргача Мезон Радио-Канада. Дебютният старт е проведен на 29 юли 2017 г.

## Победители във Формула Е
| Година | Победител      | Отбор                 | Време (Об.)    | Най-бърза обиколка | Пол позишън       | Дата   |
| ------ | -------------- | --------------------- | -------------- | ------------------ | ----------------- | ------ |
| 2017   | Лукас ди Граси | АБТ Шефлер Ауди Спорт | 56:55.592 (35) | Лоик Дювал         | Лукас ди Граси    | 29 юли |
| 2017   | Жан-Ерик Верн  | Тачита                | 54:12.606 (37) | Никола Прост       | Феликс Розенквист | 30 юни |